# Хищные грибы
Хищные грибы — нетаксономическая группа грибов, мицелий которых обладает структурами для улавливания и питания микроскопическими (реже более крупными) животными. Явление хищничества возникало у грибов неоднократно, известно около 200 современных хищных видов, принадлежащих к отделам зигомицетов, аскомицетов и базидиомицетов. Не следует путать хищные грибы с грибами-паразитоидами, в частности с представителями рода кордицепсов (Cordyceps).
В палеонтологической летописи представлены бедно. Известны ископаемые остатки (одноклеточные ловчие кольца) из янтаря возрастом 100 млн лет (меловой период, поздний альб); кроме того, хищные грибы были обнаружены в мексиканском янтаре возрастом 30 млн лет (олигоцен—миоцен).

## История изучения
Русские исследователи М. С. Воронин (1869 год) и Н. В. Сорокин (1881 год) обнаружили, что некоторые почвенные грибы образуют на своём мицелии кольца. В 1888 году немецкий учёный Ф. В. Цопф установил, что они служат для ловли и умерщвления нематод. У грибов для ловли добычи есть петли, головки, капельки клеящего вещества и т. д. Как только нематода попадает в кольцо или петлю, то сразу начинает сопротивляться, пытаясь освободиться. Чем активнее движения, тем в большее количество колец и петель попадает червь. Часа через два его движения замедляются и прекращаются. От гриба к нематоде отходит росток, расширенный конец которого называют «инфекционным бульбусом». Он внедряется в тело червя и там быстро разрастается, пока гифы не заполняют всю полость тела животного. Примерно через сутки от нематоды остаётся лишь кожица.

## Примеры
У представителей распространённого по всему миру рода Dactylaria нити грибницы образуют выросты в виде колец из трёх реагирующих на прикосновение клеток. Если в такую петлю случайно попадёт нематода, они за десятую долю секунды вздуваются в три раза и так туго перетягивают жертву, что она гибнет. Тогда нити гриба прорастают внутрь жертвы и переваривают её.
Некоторые грибы охотятся в воде. Вид Zoophagus tentaculum добывает в прудах амёб, коллембол, коловраток, нематод и других микроскопических животных. Гриб образует короткие выросты, служащие приманкой. Стоит животному схватить её, как оно оказывается на крючке, который затем переваривает жертву и высасывает её изнутри.

## Прикладное значение
Для борьбы с нематодами при выращивании овощных культур и шампиньонов были разработаны методы применения биопрепаратов (предварительное название — «нематофагоцид»), представляющих собой массу мицелия и спор в сочетании с питательными субстратами: кукурузной сечкой, соломисто-навозных компостов и гранул, смеси торфа с соломой, подсолнечной лузгой и т. д. Биопрепарат получают в два этапа. Сначала на зерне или питательной среде с добавлением агар-агара в колбах выращивается маточная культура. Затем её используют для засева субстрата в 2—3-литровых стеклянных банках.
К примеру, при выращивании огурцов высушенный биопрепарат соломисто-навозного компоста вносится дважды по 300 г/м2 (при низкой влажности, например, 58—60 % доза увеличивается втрое). Перед посевом семян биопрепарат равномерно распределяют по поверхности, которую затем перекапывают на 15—20 см. При повторном внесении (через 15—35 дней) биопрепарат заделывают в почву на глубину 10—15 см. В той же дозе смесь компоста и гриба можно применять при окучивании, то есть засыпании нижней части стебля. Этот приём стимулирует образование придаточных корней и продлевает срок жизни растения.
Если препарат готовят на подсолнечной лузге, технология внесения в почву иная: первый раз вносят за две недели до посадки рассады в дозе 100—150 г/м2, второй — 5—10 г в лунке во время посадки. Можно вносить биопрепарат и под развивающиеся растения. В этом случае его заделывают в борозды из расчёта 100—150 г/м2.
По данным Всесоюзного института гельминтологии им. К. И. Скрябина, сохранность урожая огурцов при этом биометоде может достигать 100 %. При одноразовом внесении биопрепарата на подсолнечной лузге за две недели до высадки растений поражённость галловыми нематодами, по данным ВНИИ биологических методов защиты растений, снижалась на 30—35 %, при продолжительном внесении под рассаду — до 30 %. Соответственно снижалась и интенсивность поражения корневой системы.
В случае с шампиньонами биопрепарат, выращенный на соломисто-навозном компосте и имеющий влажность 58—60 %, используют в дозе 300 г/м2. Сначала в лунку вносят биопрепарат, а сверху посевной мицелий шампиньонов в той же дозе. Применение хищных грибов при выращивании шампиньонов повышало урожайность плодовых тел в среднем на 33 %.
Данный биопрепарат испытывался ВНИИ охраны природы и заповедного дела совместно с ВНИИ молекулярной биологии и ВНИИ биологических методов защиты растений в тепличном комбинате «Белая Дача» и подсобном хозяйстве пансионата «Левково».